# Sainte-foy-côtes-de-bordeaux
Le sainte-foy-côtes-de-bordeaux, ou plus simplement le sainte-foy, est un vin français du vignoble de Bordeaux produit sur la partie orientale du vignoble de l'Entre-deux-Mers, autour de la ville de Sainte-Foy-la-Grande.
Il bénéficiait d'une appellation d'origine contrôlée sous le nom sainte-foy-bordeaux de 1937 jusqu'à 2015 ; depuis la vendange 2016, il s'agit désormais de la dénomination géographique complémentaire « sainte-foy » au sein de l'appellation côtes-de-bordeaux. La dénomination est autorisée pour des vins tranquilles rouges, blancs secs, blancs moelleux ou blancs liquoreux.

## Historique
Au début du XIXe siècle, les vins des environs de Sainte-Foy sont connus comme des vins ordinaires, mais dont les blancs se distinguent un peu. En 1893, ils sont décris ainsi :

« Vins blancs, produits par le sémillon, la muscade, le sauvignon. Leurs qualités varient beaucoup selon la nature des terrains et l'encépagement des vignobles. Ceux des communes de Saint-André, Les Lèves, Saint-Quentin et Saint-Philippe sont des meilleurs. Dans les 1ers crus de ces communes, ils ont une belle couleur jaune pâle, de la douceur, beaucoup de finesse, parfois du moelleux et un bouquet fort agréable. […] tels qu'ils sont aujourd'hui, on peut les classer parmi les vins blancs fins de la Gironde, et nous ne doutons pas que le jour où ils seront plus connus, leur prix ne s'élève sensiblement. Nous les appellerons les petits Sauternes de l'arrondissement de Libourne. En effet, les 1ers crus de Sainte-Foy présentent, comme ceux de Sauternes, une sève particulière, du moelleux et de la douceur, de la finesse, de l'agrément, un ensemble de qualités qui les met de beaucoup au-dessus des autres vins blancs de cet arrondissement.

Vins rouges, ordinaires, corsés et très colorés, droit de goût et assez agréables dans les crus où ils sont bien soignés ; ils sont produits par 1/3 malbec (côte rouge), 1/3 cabernet, 1/3 merlot, verdot et autres cépages. »

— Charles Cocks, Bordeaux et ses vins classés par ordre de mérite, 1892.

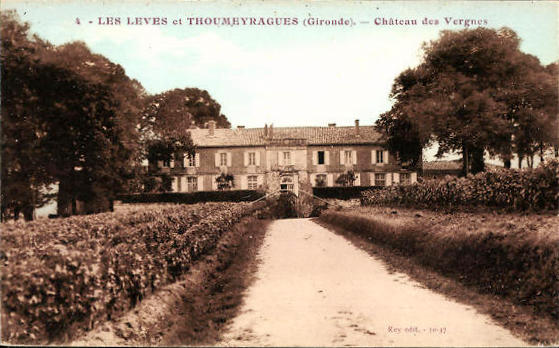
Le château des Vergues, aux Lèves, début du XXe siècle.

Au début du XXe siècle, si une partie se vend sous le nom d'entre-deux-mers, c'est le jugement du Tribunal civil de la Gironde du 24 mai 1928 qui donne le droit de les appeler des « sainte-foy bordeaux », en rouge comme en blanc. Les vins du canton de Sainte-Foy sont officiellement reconnus par le décret du 31 juillet 1937 comme ayant le droit de porter l'appellation « Sainte-Foy-Bordeaux ». Les dernières modifications du cahier des charges de l'appellation étaient en octobre 2009, en octobre 2011, en novembre 2012 et en décembre 2014.
Par l'arrêté du 10 novembre 2016, le « sainte-foy » devient une dénomination géographique complémentaire de l'appellation côtes-de-bordeaux. Cette dernière a été créée antérieurement par le décret du 29 octobre 2009, remplaçant les anciennes appellations et dénomination bordeaux-côtes-de-francs, côtes-de-castillon, premières-côtes-de-blaye et premières-côtes-de-bordeaux (en rouge), qui deviennent respectivement les dénominations francs, castillon, blaye et cadillac de l'appellation côtes-de-bordeaux. Le cahier des charges actuel est celui de novembre 2021.

## Vignoble
| \| Bordeaux sainte-foy \| L'aire de la dénomination géographique. |
| Bordeaux sainte-foy                                               |

L'appellation est produite à l'extrémité orientale du département de la Gironde, sur la rive gauche de la Dordogne (l'aire d'appellation du monbazillac est un peu plus à l'est). Selon les Douanes, la superficie revendiquée en 2023 sous l'appellation est de 183 hectares.

### Aire d'appellation
L'aire d'appellation concerne 19 communes : Caplong, Eynesse, Gensac, Landerrouat, Les Lèves-et-Thoumeyragues, Ligueux, Margueron, Massugas, Pellegrue, Pessac-sur-Dordogne, Pineuilh, Riocaud, La Roquille, Saint-André-et-Appelles, Saint-Avit-de-Soulège, Saint-Avit-Saint-Nazaire, Saint-Philippe-du-Seignal, Saint-Quentin-de-Caplong et Sainte-Foy-la-Grande.

### Géologie et pédologie

#### Sous-sol
On distingue deux zones géologiques :
- les terrasses anciennes de la Dordogne constituées de graves quaternaires ;
- les zones de plateaux recouvertes par la molasse de l'Agenais, surmontée par endroits de calcaire de Castillon[15],[16].

#### Sol
On distingue trois types de sols, en fonction de leur substrat géologique :
- Sur les terrasses anciennes se sont développés des sols argilo-graveleux ;
- sur les molasses se sont développés des sols de boulbènes (sablo-argileux) ;
- sur les calcaires de Castillon on retrouve des sols argilo-calcaires[15],[16].

### Encépagement
Les vins rouges peuvent être produits avec les cépages suivants :
- comme cépages principaux, le cabernet sauvignon N[3], le cabernet franc N, le côt N (ou malbec) et le merlot N ;
- comme cépages accessoires, le carménère N et le petit verdot N. La proportion du cépage carménère N est inférieure à 10 % de l’encépagement et celle du cépage petit verdot N à 15 % de l’encépagement[4].

Les vins blancs peuvent être issus des cépages suivants :
- cépages principaux, le sauvignon B, le sauvignon gris G, le sémillon B et la muscadelle B ;
- cépages accessoires, le colombard B et le ugni blanc B. La proportion de l’ensemble des cépages accessoires est inférieure ou égale à 15 % de l’encépagement[4].

Dans la pratique, l'encépagement pour produire le sainte-foy rouge est de 65 % de merlot, 17 % de cabernet sauvignon, 15 % de cabernet franc et 3 % de malbec. Pour le sainte-foy blanc, c'est 60 % de sauvignon, 30 % de sémillon et 10 % de muscadelle.

### Rendements
Les rendements maximums et butoirs autorisés par le cahier des charges sont de :
- 60 à 72 hl/ha pour les blancs sec ;
- 50 à 65 hl/ha pour les rouges ;
- 45 à 55 hl/ha pour les moelleux ;
- 37 à 40 hl/ha pour les liquoreux[4]. Les rendements moyens déclarés récemment sont, pour l'AOC sainte-foy-côtes-de-bordeaux rouge[17] :

| Année | Superficie (ha) | Production (hl) | Rendement (hl/ha) |
| ----- | --------------- | --------------- | ----------------- |
| 2019  | 176             | 7 287           | 41                |
| 2020  | 197             | 6 268           | 32                |
| 2021  | 207             | 7 875           | 38                |
| 2022  | 201             | 5 165           | 26                |
| 2023  | 158             | 3 510           | 22                |
| 2024  | 192             | 4 802           | 25                |

et pour le blanc sec:
| Année | Superficie (ha) | Production (hl) | Rendement (hl/ha) |
| ----- | --------------- | --------------- | ----------------- |
| 2019  | 28              | 1 446           | 52                |
| 2020  | 33              | 1 402           | 43                |
| 2021  | 31              | 1 186           | 38                |
| 2022  | 32              | 903             | 28                |
| 2023  | 25              | 1 067           | 42                |
| 2024  | 37              | 1 604           | 43                |

La production de vins blancs moelleux ou liquoreux a un caractère anecdotique. Les superficies de production et les volumes produits ne peuvent donc pas être publiés par le service des Douanes, pour des raisons de confidentialité.

## Vins
La production déclarée en 2023 a été d'un total de 4 577 hectolitres (un hectolitre = 100 litres = 133 bouteilles de 75 cl), dont 3 510 hl de rouge et 1 066 hl de blanc sec, la production de sainte-foy moelleux et liquoreux étant anecdotique.

### Dégustation
Les vins rouges ont une composante aromatique dominée par les fruits rouges (cerise), avec des notes de cuir et de sous-bois. Le vin en bouche est globalement équilibré, complexe et concentré, avec un peu de fraîcheur en attaque et d'astringence en finale grâce à ses tanins et sa texture profonde,.  
Les vins blancs secs développent des arômes de fleurs blanches, de fruits frais et d'agrumes grâce à l’assemblage du sémillon B à la muscadelle B. Longs en bouche, ils sont gras, soyeux et minéraux finissent sur des notes de pêche, de vanille et de fruits exotiques.

## Producteurs
Liste non exhaustive de producteurs :
- Château Baby ;
- Château Bellevue Peycharneau ;
- Château Carbonneau ;
- Château des Chapelains ;
- Château de Claribès ;
- Château Hostens-Picant ;
- Château L'Enclos ;
- Château Les Mangons ;
- Château Martet ;
- Moulin de Moustelat ;
- Château Pichaud Solignac ;
- Château Pré La Lande ;
- Château de Vacques ;
- Vignoble Valpromy-Deffarge ;
- Château Couronneau ;
- etc.